# Gyna sculpturata
Gyna sculpturata es una especie de cucaracha del género Gyna, familia Blaberidae.

## Distribución
Esta especie se encuentra en Sierra Leona, Togo, Nigeria, Camerún, República Democrática del Congo y Angola.